# F. Elliott Barber
Frank Elliott Barber (* 8. Juni 1912 in Brattleboro, Vermont; † 14. oder 15. Januar 1992 ebenda) war ein US-amerikanischer Jurist und Politiker, der von 1953 bis 1955 Vermont Attorney General war.

## Leben
Frank Elliott Barber wurde in Brattleboro, Vermont als Sohn von Frank E. Barber and Elsie Haskell Barber geboren. Er besuchte die öffentliche Schule in Brattleboro und machte seinen Abschluss an der Norwich University. Seine Zulassung zum Anwalt erhielt er im Jahr 1937. Danach hatte er eine Kanzlei in Brattleboro.
Während des Zweiten Weltkriegs diente Barber in der U.S. Army. Im Jahr 1943 war Barber Präsident der Vermont Bar Association. Als Mitglied der Republikanischen Partei von Vermont hatte er von 1947 bis 1948 einen Sitz im Senat von Vermont. Archibald war Universalist, außerdem Freimaurerei.
Er heiratete 1938 Jeanne Freund und nach der Scheidung im Jahr 1945 heiratete er im Jahr 1947 Virginia Wells. F. Elliott Barber starb am 14. Januar 1992. Es ist nicht bekannt, wo sich sein Grab befindet.